# Protoanthicus valenciai
Protoanthicus valenciai is een keversoort uit de familie snoerhalskevers (Anthicidae). De wetenschappelijke naam van de soort is voor het eerst geldig gepubliceerd in 2006 door Moore & Vidal.